# Château de Saint-Germain-en-Laye

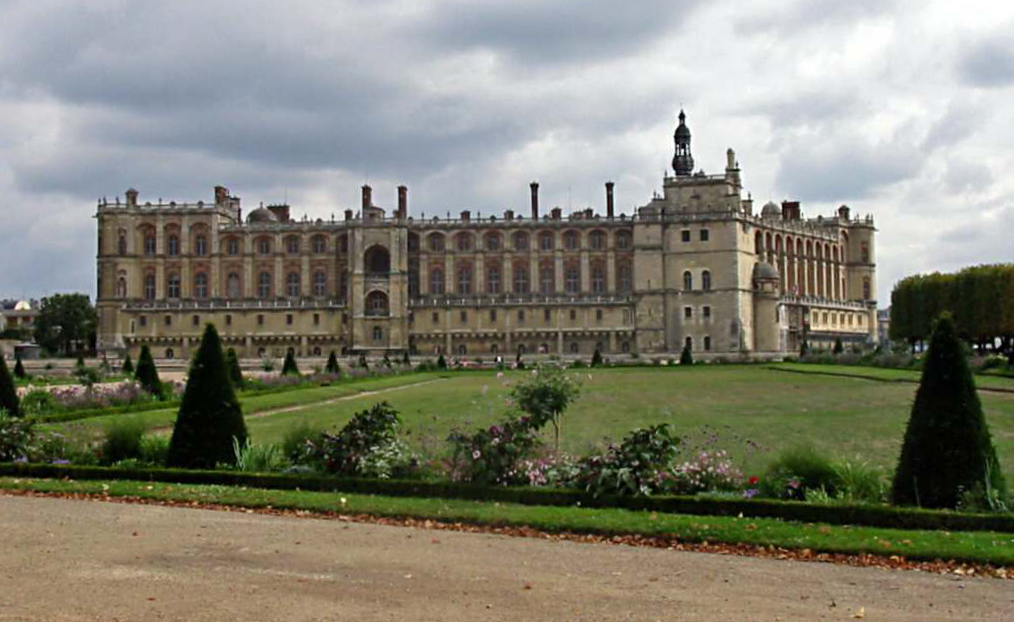
Slottet i Saint-Germain-en-Laye.

Château de Saint-Germain-en-Laye var ett slott i Saint-Germain-en-Laye i departementet Yvelines väster om Paris i Frankrike.  Det var ett kungligt slott mellan 1124 och 1789, och användes ofta av det franska hovet fram till 1682, då det ersattes av slottet i Versailles. 
År 1689 fick den avsatta kung Jakob II av England bosätta sig på slottet, och hans familj och medlemmar av hans hov bodde där till in på 1700-talet. Det blev statlig egendom efter franska revolutionen och fungerade sedan länge som militärskola innan det blev museum.  

## Historik
Slottet uppfördes första gången av kung Ludvig VI år 1124. Det fungerade därefter som en av det franska kungahusets främsta bostäder. Slottet brändes av engelsmännen under svarta prinsen 1346, och ockuperades av engelsmännen 1417–1440. 
Slottet byggdes om från en borg till ett renässansslott av Frans I av Frankrike år 1539. Henrik II lät uppföra ännu ett slott bredvid det gamla år 1559, och slottet bestod därefter i praktiken av två slott, kallade gamla slottet och nya slottet. 
Ludvig XIV föddes på slottet 1638, och det var en av hans favoritbostäder, där han vanligen tillbringade sommarmånaderna, tills han år 1682 flyttade permanent till Versailles. Därefter stod slottet tomt fram till att det blev bostad åt den landsflyktiga kung Jakob II av England, som fick bosätta sig där efter sin avsättning 1689. Det engelska exilhovet bodde därefter på slottet in på 1700-talet, och åtskilliga engelska exillojalister till familjen Stuart fick den franska kronans tillstånd att bo kvar på slottet även efter att Stuarthovet flyttat därifrån. 
År 1777 revs det nya slottet. Det gamla slottet konfiskerades efter franska revolutionen, och fungerade som militärskola 1809–1914. 

## Galleri

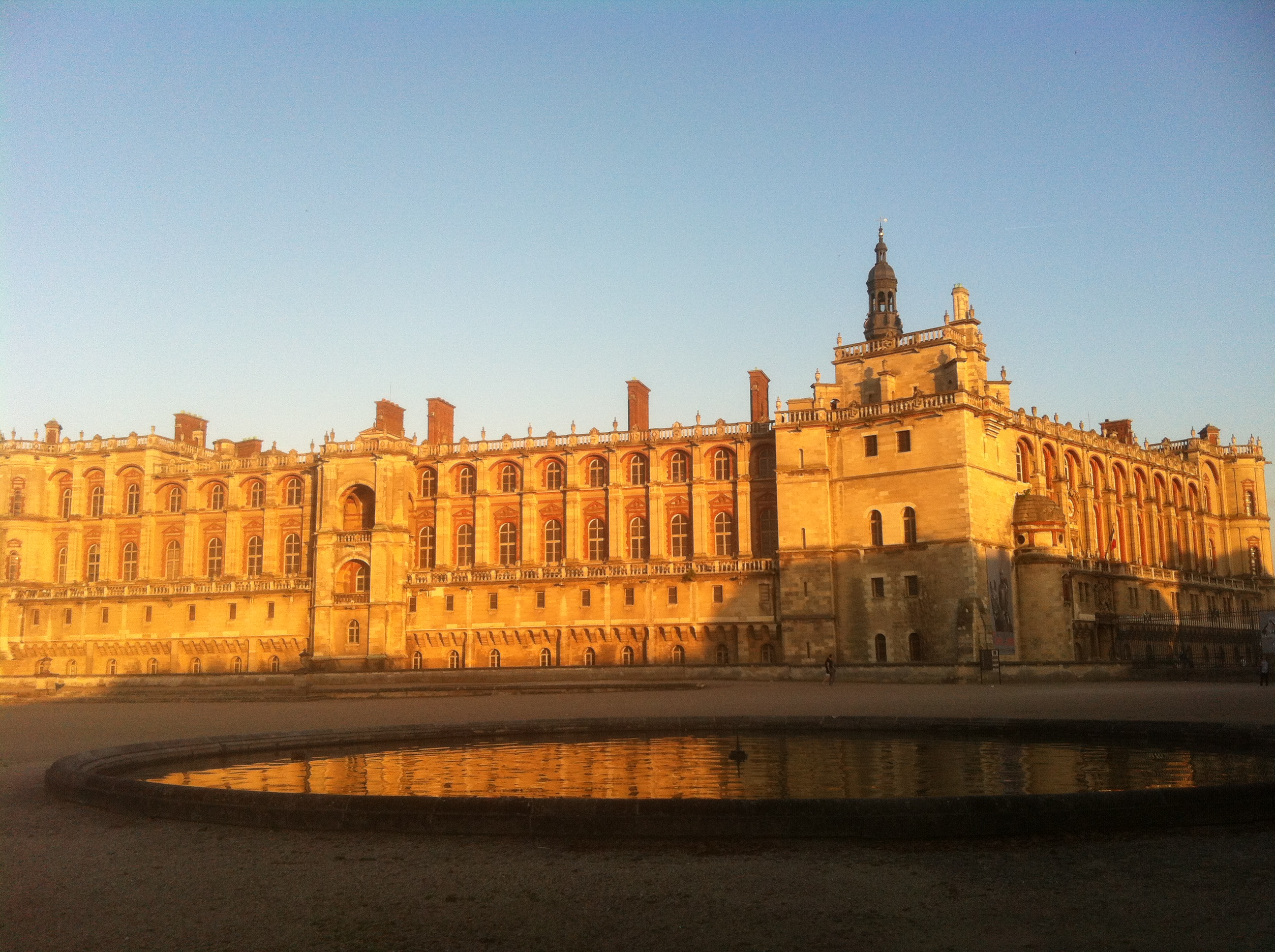
Château de Saint-Germain-en-Laye.
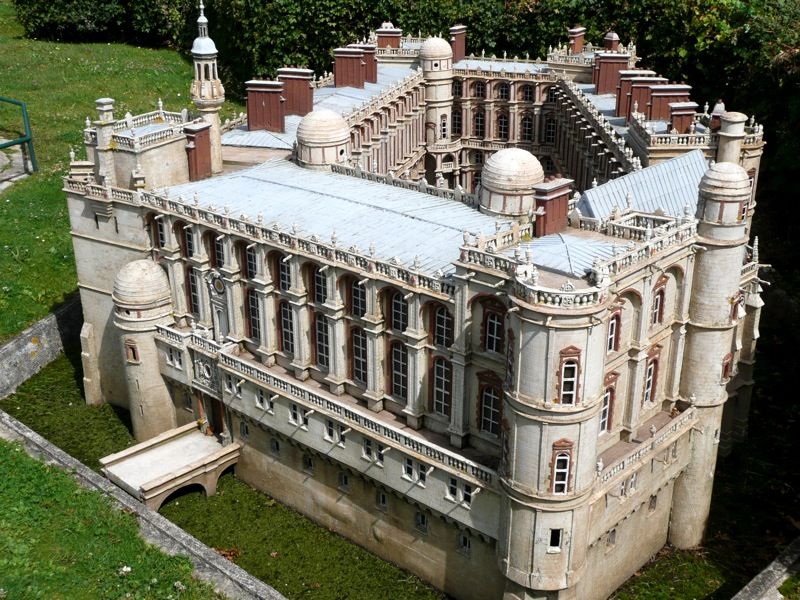
Modell av slottet.
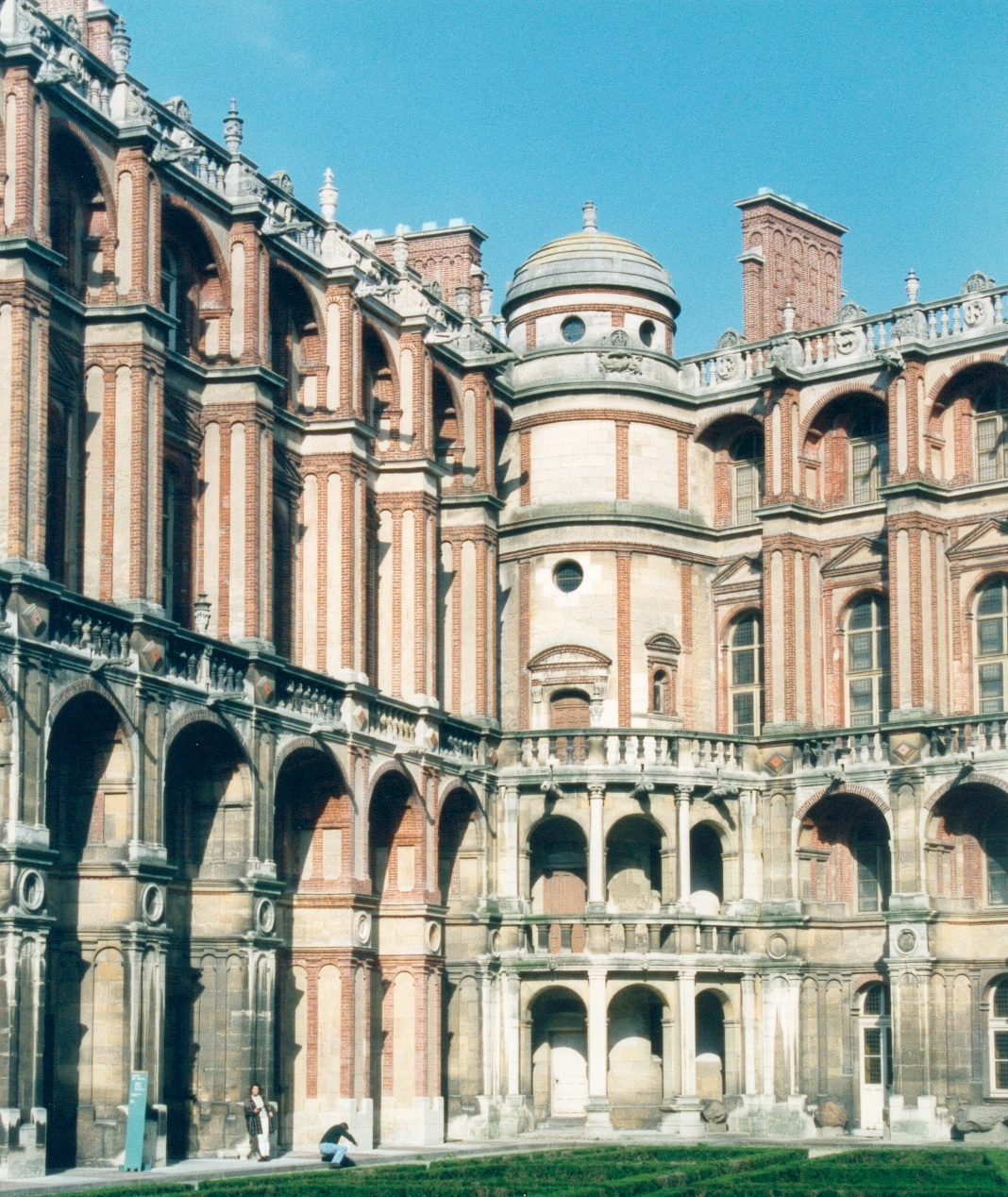
På innergården.
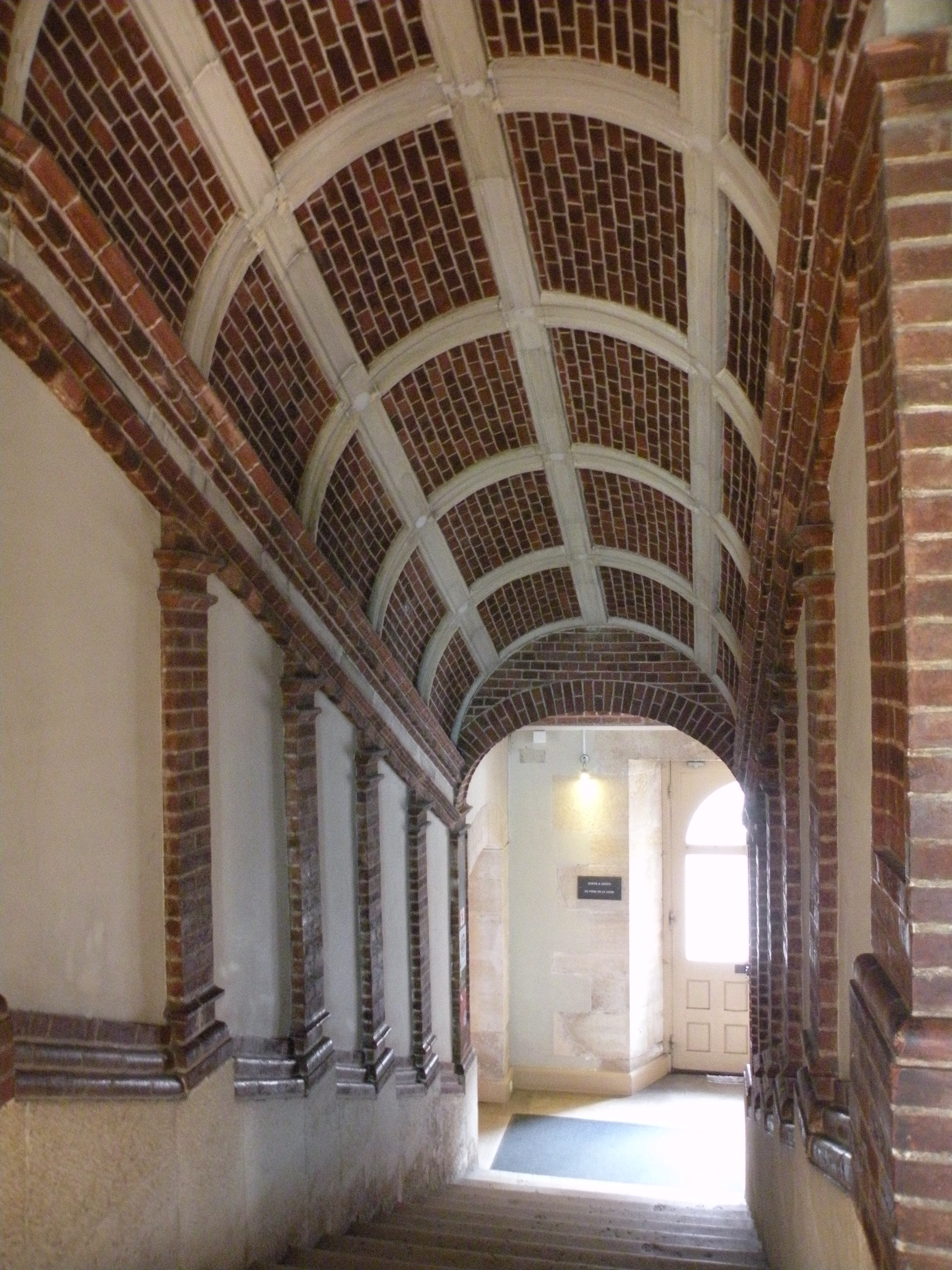
Innertrappa.
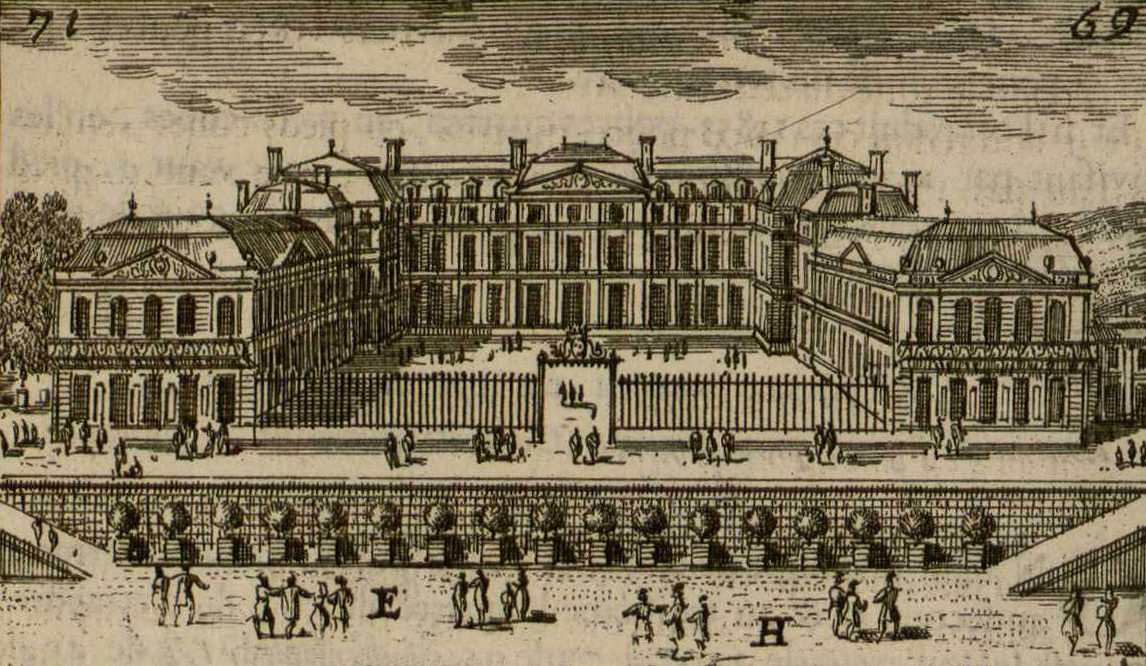
"Nya slottet", som revs 1777.